# アリソン・ムオトリ
アリソン・レナト・ムオトリ（ポルトガル語: Alysson Renato Muotri）は、アメリカのカリフォルニア大学サンディエゴ校（UCSD）の教授で研究者（2008年–）、同学ヒトゲノム研究所の責任者でもある。ブラジル人研究者として胚性幹細胞を培養した最初の1人。
遺伝学と神経科学に提示された最前線の問題に取り組み、たとえば脳オルガノイドを使ってネアンデルタール人の神経系の幹細胞の再現に成功した。「G1」（ウェブサイト）のコラムニストを10年務める。ブラジル出身の生物学者として、影響力の大きい科学出版の実績数が最も多い。

## 経歴
カンピーナス州立大学（Unicamp）を卒業し生物科学学位を取得。サンパウロ大学（USP）で遺伝生物学博士号を授与されると、遺伝学の視点から人間の遺伝医学に重点を置いて取り組む。研究課題はDNA修復、ウイルスベクター、がん、自閉症、遺伝子治療、遺伝子調節である。
大学に入学した頃から神経科学研究に興味をひかれて論文を読むうちに、ソーク研究所のフレッド・ゲージ博士が発表した幹細胞と新しい神経細胞ネットワークの開発を結びつける研究を知る。
カリフォルニア州サンディエゴ所在の同研究所で博士課程後期の研究に取り組み、2005年、胚性幹細胞に由来するヒトニューロンが分化し、動物の脳に機能的に統合できる※ことを示した（※＝キメラ）。同年はさらに神経遺伝学に関する研究から神経ゲノムにおける「ジャンプ遺伝子」（レトロトランスポゾンL1）の働きを明らかにし、脳の構造は神経ゲノムのモザイクであると示した。体内のすべての細胞が同じゲノムを共有するという当時の生物学の教義は、この研究によりくつがえされた。
山中伸弥のノーベル賞受賞の技術（細胞の再帰プログラミングを経たiPS細胞の生成）を応用したムオトリは、2010年に実験室環境下で自閉症の被験者から採取したニューロンの形態および機能を遡及的に複数、変化させ、自閉症スペクトラム障害の治療に対する視点を提示し効果的な治療薬開発に結びつく突破口を開いた。
2016年、ウィリアムズ症候群の研究に使う細胞モデルを作成し、人間の社会的脳の細胞および分子基盤を研究する可能性を開いた。同年、小頭症および先天性欠損症とブラジルで流行するジカウイルス感染症をめぐり、ムオトリは国外の協力者とともに関与を解明した。開発した「ネアンデルタール人のミニ脳」（脳オルガノイド）は2018年、新しい科学分野である「神経考古学」（Neuroarchaeology）の創始に結びつく。
2016年4月には、他の科学者と一緒にティモーを設立、自閉症および関連症候群のオーダーメイド医療に焦点を当てた世界初のベンチャーを起業し、本拠地サンパウロに加えアメリカにはサンディエゴとマイアミの2ヵ所に拠点を置いた。翌5月に世界で最も権威ある学術誌『Nature』に同社の投稿が載り、ブラジルのジカウイルス流行と小頭症罹患率の高さとの因果関係を述べた研究を評価された。脳オルガノイドの技術はまた、大脳皮質奇形とブラジルのウイルスの株の機序とを比べ、ウイルスが神経学的病態の因子であると実証するのに役立った。
2017年12月、ムオトリは脳オルガノイドを使った実験で、マラリア治療薬として60年にわたり使われてきたクロロキンがジカ熱のワクチンとして機能すると発見した。
その後、学術誌『Nature』でムオトリらのC型肝炎治療薬ソフォスブビルは妊娠中の母親から胎児へのジカウイルス垂直感染の予防に、また治療薬にもできるとした研究が報じられた（2018年1月発表）。
2019年7月25日、SpaceXという自律型ボックスに数十個の脳オルガノイドを備え、国際宇宙ステーション（ISS）に送り出し、1ヵ月にわたり宇宙空間でオルガノイドの示す反応実験を行った。自閉症、アルツハイマー病その他の神経学的病態を課題とし、微小重力下の検証を目指した。やがてこの研究の第2部として、2020年12月6日にもISSに向けて搬出した。
2020年12月8日に科学雑誌『EMBO molecular medicine』（英語）でムオトリの研究班（アメリカ・カリフォルニア大学サンディエゴ校）が発表した研究では、人間の脳オルガノイドを使ってMECP2遺伝子欠如に起因するレット症候群について原因因子を中和する2つの候補薬を特定すると、それぞれフェーズ3で臨床試験を開始できるとした（2薬は既にフェーズ1および2で承認され、人間が安全に摂取できると証明済み）。ムオトリ研究室で「治療」された脳オルガノイドは、レット症候群がないかのように振る舞い始めた。
新型コロナウイルスと脳への侵食について、岩崎明子（免疫学・イェール大学）主導の「（ウイルスが）感染者の脳細胞を乗っ取り、自己複製」する研究報告について、「シナプスの数が感染から数日で急激に減少する」観察を支持し、元どおりになるかどうかは未知であるとした。

## 論争
ムオトリはある意味、自閉症の関連で物議を醸す人物と見なされるようになると、自閉症当事者権利運動の一部の活動家から反発を買い、自閉症の治療を主張したり、障害にどのように対処するか意見を述べないようにと抗議を受ける。ムオトリは2013年に自閉症に関心を持つ人たちの立場が一致していない点に触れて「G1」上で「自閉症に対する明確な答えはない」と書き、後に「批判者たちが私の給料を払ってくれるわけではありません。〔私の給料を〕支払ってくれる人なら彼らとは逆のことを考えます」と述べた。

## 主な著作
発行年順。
- Muotri, Alysson R.; Chu, Vi T.; Marchetto, Maria C. N.; Deng, Wei; Moran, John V.; Gage, Fred H. (2005-06) (英語). Somatic mosaicism in neuronal precursor cells mediated by L1 retrotransposition. 435. pp. 903–910. doi:10.1038/nature03663. ISSN 0028-0836.（レトロトランスポゾンL1の媒介する神経前駆細胞の体細胞モザイク現象）
- Muotri, Alysson R.; Nakashima, Kinichi; Toni, Nicolas; Sandler, Vladislav M.; Gage, Fred H. (2005-12-20). “Development of functional human embryonic stem cell-derived neurons in mouse brain” (英語). Proc Natl Acad Sci U S Avolume=102 (51):  18644–18648. doi:10.1073/pnas.0509315102. ISSN 0027-8424. OCLC 678792689. PMC 1317971. PMID 16352714.（マウス脳における機能的なヒト胚性幹細胞由来ニューロンの発達）
- Alves, Adelson（共著）. Simples assim: células tronco、Atheneu、2014年[67]。仮題『実に単純：幹細胞』。表紙画は漫画家Ziraldo（ジラルド・アウヴェス・ピント）が描いている[5][68][69][70]。
- Muotri, Alysson Renato. "8. Stem Cell Technology and Genomics"  Lehner, Thomas (Thomas A.) ; Miller, Bruce L.  ; State, Matthew W. (eds.) Genomics, circuits, and pathways in clinical neuropsychiatry. エルゼビア / Academic Press, 2016. ISBN 9780128001059, NCID BB26787743.（8 .幹細胞技術とゲノム科学）
- 『Espiral — Conversas Científicas do Século XXI』（ポルトガル語）（仮題：Espiral — 21世紀の科学的会話）ウェブサイトの「G1」コラムニスト時代10年間の記事200本超をまとめた[71][72][6]。
- Muotri, Alysson R.; Macia, Angela; Moore, Spencer M.; Shiryaev, Sergey A.; Pinto, Antonella; Huang, Chun-Teng; Tejwani, Leon; Fernandes, Isabella R. et al. (2018-01-19) (英語). Blocking Zika virus vertical transmission. 8. doi:10.1038/s41598-018-19526-4. ISSN 2045-2322 2018年4月13日閲覧。.（ジカウイルスの垂直感染を予防）
- Trujillo, Cleber A.; Adams, Jason W.; Negraes, Priscilla D.; Carromeu, Cassiano; Tejwani, Leon; Acab, Allan; Tsuda, Ben; Thomas, Charles A. et al. (2021-01-11). Fabian Zanella, Terrence J Sejnowski, Henning Ulrich, Alysson R Muotri.. “Pharmacological reversal of synaptic and network pathology in human MECP2-KO neurons and cortical organoids” (英語). EMBO molecular medicine 13 (1):  e12523. doi:10.15252/emmm.202012523. ISSN 1757-4684. PMC 7799367. PMID 33501759. 2009年認定のNIH助成研究の成果報告。

## 受賞
- 2002年：中南米出身研究フェロー、博士号取得者（ピュー慈善信託（フランス語版））[73]　ブラジル出身の遺伝子研究所助教授として（神経科学専門）。指導教授：フレッド・ゲージ Ph.D.。
- 2009年：NIH革新者会長賞　研究事業助成金（2009年度分）総額231万7500アメリカドル、事業期間：自2009年9月30日至2014年6月30日　助成期間：自2009年9月30日至2014年6月30日[74]。
- 2011年：PopTech科学および公的指導者フェロー（カリフォルニア州立大学医学部）[75][76]
- 2013年：NIMHエウレカ賞[77][注釈 4]
- 2014年：NARSAD独立研究員助成金[78]（アメリカ統合失調症うつ病研究機構「脳と行動研究財団」助成事業より2年間にわたり5万ドルずつ受給）[注釈 5]